# Pestel (Haiti)
Pestel este o comună din arondismentul Corail, departamentul Grand'Anse, Haiti, cu o suprafață de 286,77 km2 și o populație de 40.613 locuitori (2009).